# آنه ایموند
آنه ایموند (انگلیسی: Anne Émond؛ زادهٔ ۱۹۸۲) کارگردان فیلم، و فیلم‌نامه‌نویس اهل کانادا است. از جمله آثار او می‌توان فیلم نلی را نام برد. فیلم او برنده جایزه هنرهای تصویری کانادا شده است.